# بازگشت به مخفیگاه
بازگشت به مخفیگاه (انگلیسی: Return to the Hiding Place) فیلمی در سال ۲۰۱۳ است که بر اساس وقایع واقعی جنگ جهانی دوم ساخته شده‌است.